# Jason Croker
Pour les articles homonymes, voir Croker.

a Compétitions nationales et continentales officielles uniquement.

b Matchs officiels uniquement.
Jason Croker est un joueur australien de rugby à XIII.

## Biographie
Il joue de 2007 à 2009 sous les couleurs des Dragons Catalans en Super League. Il fait partie de l'équipe qui affronte Wigan à Barcelone au mois de juin 2009, match au cours duquel il marque un essai.
Il lui arrive depuis de jouer dans des matchs de charité, et cela malgré des genoux abîmés par 318 matchs disputés en NRL, comme en 2018 dans une sélection « All Stars  ».

## Palmarès
- 2007 : Finaliste de la Challenge Cup avec les Dragons Catalans.
- 2000 : Vainqueur de la Coupe du monde de rugby à XIII avec l'Australie.
- 1996 : Vainqueur du State of Origin avec les Queensland Maroons.
- 1993 : Vainqueur du State of Origin avec les Queensland Maroons.

## Distinctions personnelles
- 2001 : Sélectionné à 1 reprise au State of Origin avec les New South Wales Blues.
- 2000 : Élu meilleur joueur des Canberra Raiders.
- 2000 : Participation à la Coupe du monde de rugby à XIII.
- 1996 : Sélectionné à 3 reprises au State of Origin avec les New South Wales Blues.
- 1993 : Sélectionné à 1 reprise au State of Origin avec les New South Wales Blues.

## Carrière internationale
- Australie : 5 sélections.
- State of Origin : 5 sélections.